# Grigorij Petrov

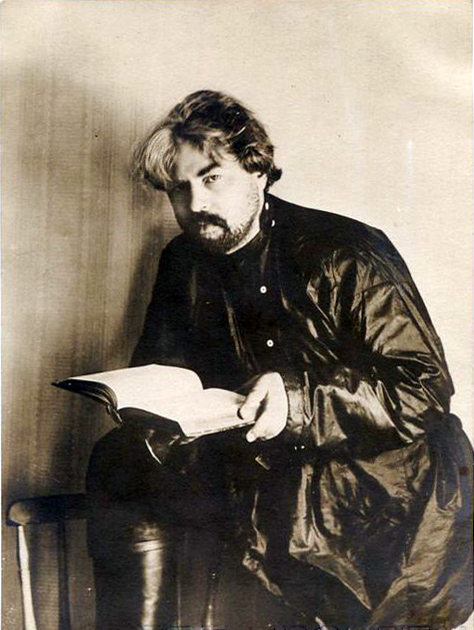
Grigorij Petrov 1908.

Grigorij Spiridinovitj Petrov (ryska: Григорий Спиридонович Петров), född 7 februari (gamla stilen: 26 januari) 1866 i Jamburg, Kejsardömet Ryssland (nu Kingisepp i Ryssland), död 18 juni 1925 i Paris, var en rysk präst och författare. 
Petrov, som var bondson, studerade vid andliga seminariet i Sankt Petersburg och blev 1893 religionslärare vid Michajlovska artilleriskolan i där. Sin litterära verksamhet böljade han 1898 med Evangelie kak osnova zjizni (Evangeliet som livets grundval), som utgavs i en lång rad upplagor. Bland hans många övriga religiösa och etiska skrifter på kristlig grund för den ryska folkupplysningen kan nämnas I Kristi fotspår, Nykterhetens apostlar, den religiösa kulturskildringen Zatejnik (Upptågsmakaren, andra upplagan 1904) med interiörer ur seminaristlivet samt en samling folkpedagogiska studier Sjkola i zjizn (Skolan och livet, 11:e upplagan 1903). 
Åren 1900–01 redigerade Petrov den nykterhetsvänliga tidskriften "Drug trezvosti". Hans etiska uppfattning, som utvecklats genom utländska resor och självstudium, har åtskilliga beröringspunkter med Lev Tolstojs, men är mindre ensidig och tar mer hänsyn till de praktiska förhållandena i livet. 
Även som predikant fick Petrov stor ryktbarhet. På grund av sin religiösa frimodighet blev han 1903 avskedad från sin lärarbefattning och verkade en tid som präst i Sankt Petersburgs norra förort Novaja Derevnja. År 1906 blev han redaktör för den liberala tidningen "Pravda bozjija" i Moskva, som dock redan efter ett halvt år förbjöds av myndigheterna.